# كوجليري
كوجليري، (بالإنجليزية: Cuglieri)‏، (سردينيا: Cùllieri)، هي بلدية، في مقاطعة أوريستانو، في منطقة سردينيا الإيطالية، وتقع على بعد حوالي 120 كم (75 ميل) شمال غرب كالياري، وحوالي 42 كم (26 ميل) شمال أوريستانو.

## السكان
في سنة 1861 بلغ عدد السكان 4٬305 نسمة، وتطور العدد ليصل في سنة 2011 لـ 2٬811 نسمة.
يظهر هذا المخطط البياني تطور النمو السكاني لـ كوجليري